# 阿尔布河 (上莱茵)

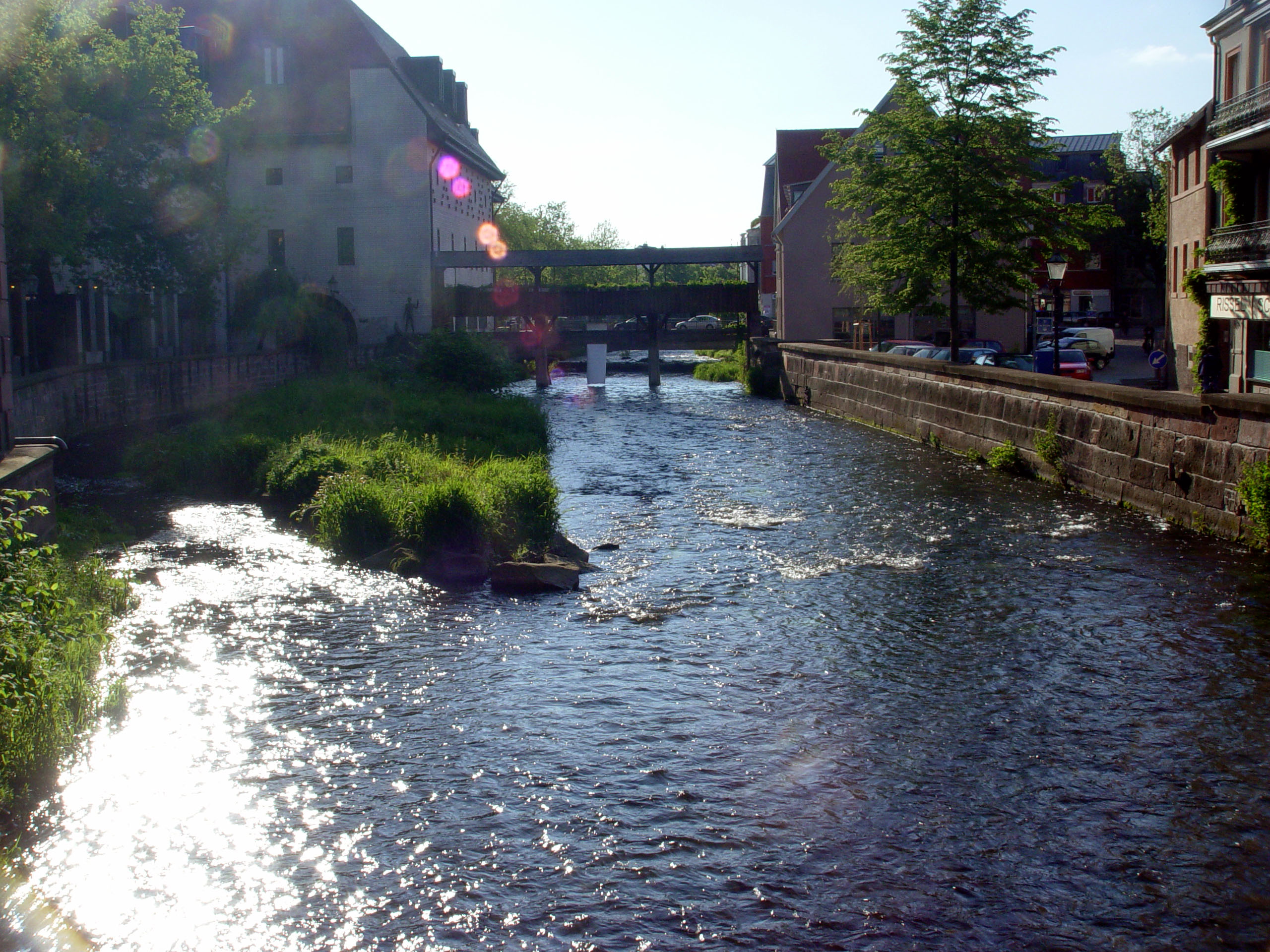

阿爾布河（德語：Alb，發音：[alp] ⓘ）是德國的河流，河道全長51.1公里，流域面積447平方公里，平均流量每秒2.5立方米，河口處在埃根施泰因-莱奥波尔茨港，河畔城鎮有卡爾斯魯厄、埃特林根和巴特黑伦阿尔布。